# حميد الحق حقاني
مولانا حامد الحق حقاني (بالأردية: مولانا حامد الحق حقانی)؛ 26 مايو 1968 - 28 فبراير 2025 كان سياسيًا باكستانيًا وعالمًا إسلاميًا شغل منصب عضو في الجمعية الوطنية الثانية عشرة لباكستان من 16 نوفمبر 2002 حتى 10 أكتوبر 2007، عندما استقال احتجاجًا. أصبح رئيسًا لحزب جمعية علماء الإسلام بعد اغتيال والده سميع الحق.

## مقتله
في 28 فبراير 2025، وقع هجوم انتحاري بالقنابل في دار العلوم حقانية في أكورا خاتاك، مقاطعة نوشيرا، خيبر بختونخوا، باكستان، بعد صلاة الجمعة. استهدف الهجوم حقاني، الذي كان من بين .لضحايا
خلال جنازة حميد الحق حقاني في الأول من مارس 2025 أطلق عبد الحق ساني، وهو نجل الفقيد، تعهدًا بتطبيق "نظام إسلامي" في باكستان، معلناً أن عائلته لن تتنازل عن ذلك عن طريق التهديدات أو العنف.
وقال في حشد عقد في دار العلوم حقانية: "سنطبق نظامًا إسلاميًا هنا في باكستان. هذا البلد لنا. وسنبذل دماء شهدائنا. طالما بقي أحد أفراد عائلة الحقانية، فإننا سنواصل مهمة مولانا سامي الحق ولن نتنازل أبدا عن تعاليم الإسلام"، في إشارة إلى جده رجل الدين المؤثر الذي يطلق عليه "أبو طالبان".